# Welterbe in Trinidad und Tobago

Der Inselstaat Trinidad und Tobago hat die Welterbekonvention 2005 ratifiziert. Bislang (Stand 2018) wurde noch keine Stätte in Trinidad und Tobago in das UNESCO-Welterbe aufgenommen.

## Tentativliste
In der Tentativliste sind die Stätten eingetragen, die für eine Nominierung zur Aufnahme in die Welterbeliste vorgesehen sind. Derzeit (2018) sind drei Stätten in der Tentativliste von Trinidad und Tobago eingetragen, die letzte Eintragung erfolgte 2011. Die folgende Tabelle listet die Stätten in chronologischer Reihenfolge nach dem Jahr ihrer Aufnahme in die Tentativliste (K – Kulturerbe, N – Naturerbe, K/N – gemischt).
| Bild                             | Bezeichnung                             | Jahr | Typ | Ref. | Beschreibung                                                             |
| -------------------------------- | --------------------------------------- | ---- | --- | ---- | ------------------------------------------------------------------------ |
|                                  | Archäologische Stätte von Banwari Trace | 2011 | K   | 5644 | älteste archäologische Stätte der Karibik, datiert auf etwa 5000 v. Chr. |
| La Brea Pitch Lake               | La Brea Pitch Lake                      | 2011 | N   | 5645 | Asphaltsee im Südwesten der Insel Trinidad nahe der Stadt La Brea        |
| Tobago Main Ridge Forest Reserve | Tobago Main Ridge Forest Reserve        | 2011 | K/N | 5646 | Waldschutzgebiet auf der Insel Tobago                                    |